# فيليس غوردون
فيليس غوردون (بالإنجليزية: Phyllis Gordon)‏ هي ممثلة أمريكية، ولدت في 17 أكتوبر 1889 في الولايات المتحدة، وتوفيت بنفس المكان في 16 أكتوبر 1964.

## وصلات خارجية
- فيليس غوردون على موقع IMDb (الإنجليزية)
- فيليس غوردون على موقع ألو سيني (الفرنسية)
- فيليس غوردون على موقع أول موفي (الإنجليزية)
- فيليس غوردون على موقع قاعدة بيانات برودواي على الإنترنت (الإنجليزية)
- فيليس غوردون على موقع قاعدة بيانات الفيلم (الإنجليزية)
- فيليس غوردون على موقع كينوبويسك (الروسية)